# 웨인 마운더

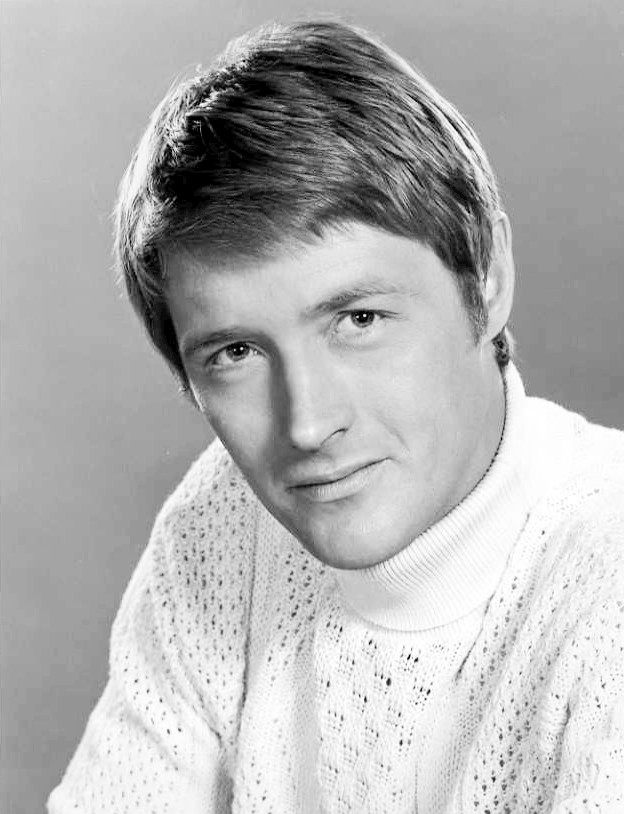

웨인 마운더(Wayne Maunder, 1935년 12월 19일 ~ 2018년 11월 11일)는 캐나다의 연극 배우, 텔레비전 배우이다.

## 영화
- 더 세븐 미니츠 (1971년)
- FBI (1965년)